# Liste des dirigeants actuels des gouvernorats égyptiens
Les Gouvernorats de l'Égypte sont la division administrative de premier ordre de ce pays. En arabe d'Égypte, ils sont appelés muhafazah, au pluriel muhafazat. 
Cette page dresse la liste des dirigeants actuels des 27 gouverneurs de l'Égypte, telle qu'elle résulte en dernier lieu des nominations effectuées par le président Abdel Fattah al-Sissi. en février 2015.

## Liste des gouverneurs
| Gouvernorat     | Nom                        | Depuis (le)    | Qualité |
| --------------- | -------------------------- | -------------- | --- |
| Alexandrie      | Hanny El-Messiry           | 7 février 2015 | Ex-PDG d'IFFCO Egypt, société leader en Afrique du Nord pour les huiles et les graisses alimentaires                                                                       |
| Assiout         | Yasser El-Desouki Atia     | 7 février 2015 | Ex-directeur commercial d'Agro Green, exporteur égyptien d'olives |
| Assouan         | Mostafa Yousery Al-Said    | 13 août 2013   | |
| Beheira         | Mohamed Ali Soultan        | 7 février 2015 | Médecin diplômé de l'université du Caire, et spécialisé en gestion hospitalière, Ex-chef du service des urgences du ministère de la Santé                                  |
| Beni Souef      | Mohamed Hefny Ibrahim      | 7 février 2015 | Magistrat de 38 ans à sa nomination, l'un des plus jeunes gouverneurs égyptiens de l'histoire, Ex-chef du pouvoir supérieur des poursuites pour fonds publics              |
| Le Caire        | Galal Mostafa Mohamed Said | 13 août 2013   | |
| Charqiya        | Reda Abdel-Salam           | 7 février 2015 | Ex-vice-doyen de la faculté de droit de l'université Mansoura |
| Dakahleya       | Imam Hossam El-Din         | 7 février 2015 | Ex-cadre dirigeant de Arab Contractor, l'une des principales entreprises de construction du Moyen-Orient et de l'Afrique.                                                  |
| Damiette        | Ismail Abdel-Hamid Taha    | 7 février 2015 | Professeur d'université d'ingénierie et directeur adjoint de l'Académie arabe des sciences, de la technologie et des transports maritimes                                  |
| Fayoum          | Wael Mohamed Makram        | 7 février 2015 | Ex-magistrat au sein d'autorités des gains illicites |
| Gharbeya        | Saed Mostafa Kamel         | 7 février 2015 | Ex-cadre dirigeant d'entreprises pétrolières (Misr Petroleum Company et Petrotrade)                                                                                        |
| Gizeh           | Khaled Zakaria Imam        | 7 février 2015 | Professeur d’ingénierie à l’Université du Caire et responsable du design urbain et de l’architecture paysagère de la Faculté de l’aménagement du territoire et des régions |
| Ismaïlia        | Hossam El-Din Taher        | 7 février 2015 | Officier général de l'Armée Ex-vice-gouverneur du Caire |
| Kafr el-Cheikh  | Oussama Hamdy Abdel-Wahed  | 7 février 2015 | Professeur d'ingénierie à l'université Ain Shams. Ex-chef de l'unité d'inspection de la construction au ministère du Logement                                              |
| Louxor          | Mohamed El-Sayed Badr      | 7 février 2015 | Diplômé en sciences politiques Ex-chef du centre d’aide à la décision et à l’information du gouvernement égyptien                                                          |
| Marsa-Matrouh   | Alaa Abou-Zeïd             | 7 février 2015 | Ancien chef du renseignement militaire de la région occidentale |
| Menia           | Salah Ziada                | 13 août 2013   | |
| Menufeya        | Hisham Younis              | 7 février 2015 | Ex-responsable de la ville nouvelle industrielle de Sadat City |
| Mer-Rouge       | Mohamed Maher Zaher        | 17 juin 2013   | |
| Nouvelle-Vallée | Mahmoud Mohamed Khalifa    | 17 juin 2013   | Général de l'armée égyptienne. |
| Port-Saïd       | Magdy Nasr El-Din Hassan   | 7 février 2015 | Général à la retraite Ex-chef de l'Autorité générale des projets de reconstruction et du développement agricole.                                                           |
| Qalioubiya      | Mohamed Ahmed Abdel Qader  | 13 août 2013   | |
| Qena            | Abdel Hamid Al-Haggan      | 13 août 2013   | |
| Sinaï-du-Nord   | Abdelfatah Harhur          | Septembre 2012 | Officier général Ancien général de la police militaire |
| Sinaï-du-Sud    | Khaled Fouda Seddik        | 13 août 2013   | |
| Sohag           | Ayman Mohamed Abdel-Monem  | 7 février 2015 | Ex-sous-secrétaire du ministère de la Santé à Alexandrie |
| Suez            | Al-Araby Ahmed Youssef     | 13 août 2013   | |

De 2008 à 2011, il existait deux autres gouvernorats :
- 6 octobre (as-Sādis min ʾoktōbir السادس من أكتوبر)
- Helwan (Ḥelwān حلوان)